# Демі де Зеу
Демі Патрік Рене де Зеу (нід. Demy Patrick René de Zeeuw, ˈdeːmi də ˈzeːu̯; * 26 травня 1983, Апелдорн) — нідерландський футболіст, захисник. Виступав у складі збірної Нідерландів на чемпіонаті Європи 2008 року та чемпіонаті світу 2010 року.

## Титули і досягнення
- Чемпіон Нідерландів (2):

«АЗ»:  2008–09
«Аякс»:  2010–11
- Володар Кубка Нідерландів (1):

«Аякс»:  2009–10
- Чемпіон Бельгії (2):

«Андерлехт»:  2012–13, 2013–14
- Володар Суперкубка Бельгії (1):

«Андерлехт»: 2013

### У збірній
- Чемпіон Європи (U-21): 2006
- Віце-чемпіон світу: 2010